# Gerald Marzenell
Gerald Marzenell (* 6. Februar 1964 in Mannheim) ist ein ehemaliger deutscher Tennisspieler und Tennistrainer.
Marzenell spielte seit seiner Jugend bei TK Grün-Weiß Mannheim, für die er 16 Jahre lang in Meisterschaftsspielen antrat. 1993 und 1996 konnte er dabei den Titel des Deutschen Mannschaftsmeisters erringen. 1992 wurde er Deutscher Meister im Herren-Doppel.
Marzenell, dessen beste Tennis-Weltranglistenposition die Nr. 182 war, trainiert seit Beendigung der aktiven Laufbahn die Mannschaft seines Heimatvereins, mit der er 2007 den Meistertitel feierte. 2010 wurde der Tennisklub Grün-Weiss Mannheim mit Gerald Marzenell als Trainer erneut Mannschaftsmeister. Auch als Trainer der Fed-Cup-Mannschaft war er tätig.
Er betreibt eine Sport-Marketing GmbH und tritt bei Senioren-Spielen für das deutsche Team an.